# أبو المعاطي الباز
قرية ابوالمعاطى الباز هي إحدى القرى التابعة لمركز بنى عبيد في محافظة الدقهلية في جمهورية مصر العربية. حسب إحصاءات سنة 2006، بلغ إجمالي السكان في ابوالمعاطى الباز 2164 نسمة، منهم 1074 رجل و1090 امرأة.